# Флерсгайм-Дальсгайм
Флерсгайм-Дальсгайм (нім. Flörsheim-Dalsheim) — громада в Німеччині, розташована в землі Рейнланд-Пфальц. Входить до складу району Альцай-Вормс. Складова частина об'єднання громад Монсгайм.
Площа — 12,71 км2. Населення становить 3099 ос. (станом на 31 грудня 2020).